# Caesalpinia savannarum
Caesalpinia savannarum là một loài thực vật có hoa trong họ Đậu. Loài này được (Britton & P. Wilson in Britton & Rose) León miêu tả khoa học đầu tiên năm 1951.